# Thereuopoda sandakana
Thereuopoda sandakana är en mångfotingart som beskrevs av Chamberlin 1944. Thereuopoda sandakana ingår i släktet Thereuopoda och familjen spindelfotingar. Inga underarter finns listade i Catalogue of Life.